# 普萊森特格羅夫 (北卡羅萊納州阿拉曼斯縣)
普萊森特格羅夫（英語：Pleasant Grove）是位於美國北卡羅萊納州阿拉曼斯縣的非建制地區。

## 歷史
普萊森特格羅夫的郵局於1815年設立，其後於1908年停運。

## 地理
普萊森特格羅夫所處的海拔為高於海平面217米（即712英呎），而該地所採用的時區為UTC-5，即北美东部时区（EST）。同時該地設有夏令時間，為UTC-5調快一小時，即UTC-4（EDT）。